# Elaphoglossum zambesiacum
Elaphoglossum zambesiacum är en träjonväxtart som beskrevs av Schelpe. Elaphoglossum zambesiacum ingår i släktet Elaphoglossum och familjen Dryopteridaceae. Inga underarter finns listade.